# Aleix I de Trebisonda
Aleix I de Trebisonda   (Constantinoble, c. 1182 - Trebisonda, 1 de febrer de 1222), dit el Gran, fou emperador de Trebisonda (1204 -1222). Era net de l'emperador romà d'Orient Andrònic I Comnè (1183-1185) i fill del sebastocràtor Manuel Comnè. Al mateix temps que els croats ocupaven Constantinoble ell i el seu germà, amb l'ajut de la seva tia materna Tamara de Geòrgia, van establir un regne independent al voltant de Trebisonda i es va nomenar basileu. El seu germà David Comnè es va encarregar de conquerir les ciutats del Pont com Amisos (Samsun), Sinope, Kastamonu, Amastris i Heraclea. Per al nou estat va triar una bandera vermella amb un cap d'àguila daurat, i es va fer dir rei i emperador de tot l'est, Ibèria i Peratia (nom que feia al·lusió a la reclamació de Crimea). Entre el 1206 i el 1214, Teodor, emperador de Nicea, va ocupar tots els ports entre Heraclea i Amisos. El 1214 el soldà de Rum va ocupar Sinope i Aleix li va haver de pagar tribut.

## De Constantinoble a Geòrgia
Andrònic I Comnè havia estat conspirant contra el seu cosí, l'emperador romà d'Orient Manuel I Comnè i cap a l'any 1170 es va veure obligat a fugir, va anar a la cort del rei Jordi III de Geòrgia que el va acollir i li va donar el càrrec de governador de la regió del Pont. Quan el 1180 li va arribar la notícia que Manuel havia mort, va marxar cap a Constantinoble i es va apoderar del tron imperial. El seu regne fou turbulent i el 1185 va ser destronat i assassinat, mentre que el seu fill Manuel fou castigat amb la ceguera i poc després va morir a conseqüència d'aquesta mutilació.
Manuel tenia dos fills: Aleix i David. Es desconeix el nom de la mare, però l'historiador Aleksandr Vassíliev creu que es podria tractar d'una princesa georgiana. Els dos germans van anar a viure a la cort de la seva tia, la reina Tamara de Geòrgia. Segons l'historiador Jakob Philipp Fallmerayer aquest trasllat es va fer quan Manuel només tenia 3 anys, després de la mort del pare, però segons la hipòtesi de George Finlay els nois es van quedar a Constanitnoble, apartats del successor d'Andrònic, Isaac II Àngel.Altres historiadors anteriors, que no van tenir accés a la Crònica de Trebisonda de Miquel Panàret ni als textos en llengua georgiana, per exemple Edward Gibbon, donaven la següent explicació: els dos germans eren governadors de Trebisonda i quan van arribar els soldats de la Quarta Croada a Constantinoble, Aleix es va proclamar emperador des d'allà. Vassíliev va publicar un assaig el 1936 sobre les diferents opinions i arribava a la conclusió que la hipòtesi de Fallmerayer era la més probable.
El tipus exacte de parentiu entre Aleix i la reina Tamara, tampoc és clar. Segons Miquel Panàret, aquesta reina era «parent per part de pare» (προς πατρός θεὶα), una frase que ha sorprès els acadèmics. Ja el 1854 el professor rus Kunik va proposar que aquesta frase volia dir que la mare d'Aleix era Rusudan, una germana menor de Tamara, teoria que va comptar amb el suport de Vassíliev. Cyril Toumanoff va argumentar que l'avi Andrònic, mentre estava vivint a Geòrgia, es devia casar amb una germana de nom desconegut del rei Jordi III. Més recentment Miquel Kuršanskis s'ha expressat de forma contrària a Toumanoff, segons aquest autor hi ha proves que demostren que la mare o àvia d'Aleix eren membres de la dinastia Paleòleg o bé de la família Ducas, i això contradiu la teoria que suposa Tamara com a tia paterna.
Malgrat els estudis de Vassíliev, Toumanoff, Kuršanskis i altres, cal admetre que la vida d'Aleix està en blanc des del 1185, quan fou deposat Andrònic fins al 1204 quan ell i David estaven a Trebisonda. En una cosa estan d'acord i és que a la cort de Tamara van trobar refugi. Vassíliev, a més, s'ha arriscat a especular que el georgià era la seva llengua nadiua i que les seves idees polítiques eren les pròpies d'un georgià, tot i que entre els seus servents hi havia romans d'Orient. Afirmació amb la qual està en desacord Kuršanskis, el qual ha fet notar que hi ha poques pistes que indiquin la influència georgiana en l'administració i cultura de l'Imperi de Trebisonda, en canvi l'elit d'aquest nou estat sempre va mirar cap a Constantinoble cercant un model polític i religiós.

## Retorn de Geòrgia
L'abril del 1204 Aleix i David, amb un exèrcit proporcionat per la reina Tamara de Geòrgia, van ocupar Trebisonda, després Aleix es va proclamar emperador, un acte considerat pels historiadors com la fundació de l'Imperi de Trebisonda.
Vassíliev sospita que les motivacions de la reina Tamara anaven més enllà de l'estrictament familiar i que podria tenir a més un objectiu religiós. Aquesta reina tenia per costum fer donatius als monestirs i esglésies, no només del seu propi país, sinó també de tot el Pròxim Orient. En una ocasió va donar diners a uns monjos que anaven de pelegrinatge cap a Jerusalem, però llavors els monjos van ser assaltats a prop de Constantinoble per l'emperador romà d'Orient Aleix III Àngel i els va robar els diners; Tamara els va compensar del robatori amb una almoina encara més quantiosa. La reina podria haver decidit venjar l'insult mitjançant el suport als seus nebots en la seva invasió de territoris romans d'Orient.
L'historiador Serguei Kàrpov ha pogut identificar un segell d'Aleix, que per una banda té la imatge d'un estrateg amb el casc de sant Jordi, amb la inscripció Ἀλέξιος ὁ Κομνηνός (Aléxios ho Komninós) i Ὁ Ἅ[γιος] Γεώργιος (sant Jordi) per l'altre costat; en el revers hi ha una escena de la resurrecció amb la inscripció  Ἡ Ἁγία Ἀνάστασις. Karpov interpreta el significat d'aquesta imatge i la inscripció com una manera de representar l'esdeveniment més important de la seva vida, sant Jordi invitant el príncep victoriós a entrar a Trebisonda obrint les portes de la ciutat amb la seva mà esquerra. La importància de sant Jordi està en relació amb la data en què se celebra aquest sant (23 d'abril) i la data de la presa d'aquesta ciutat (25 d'abril del 1204).

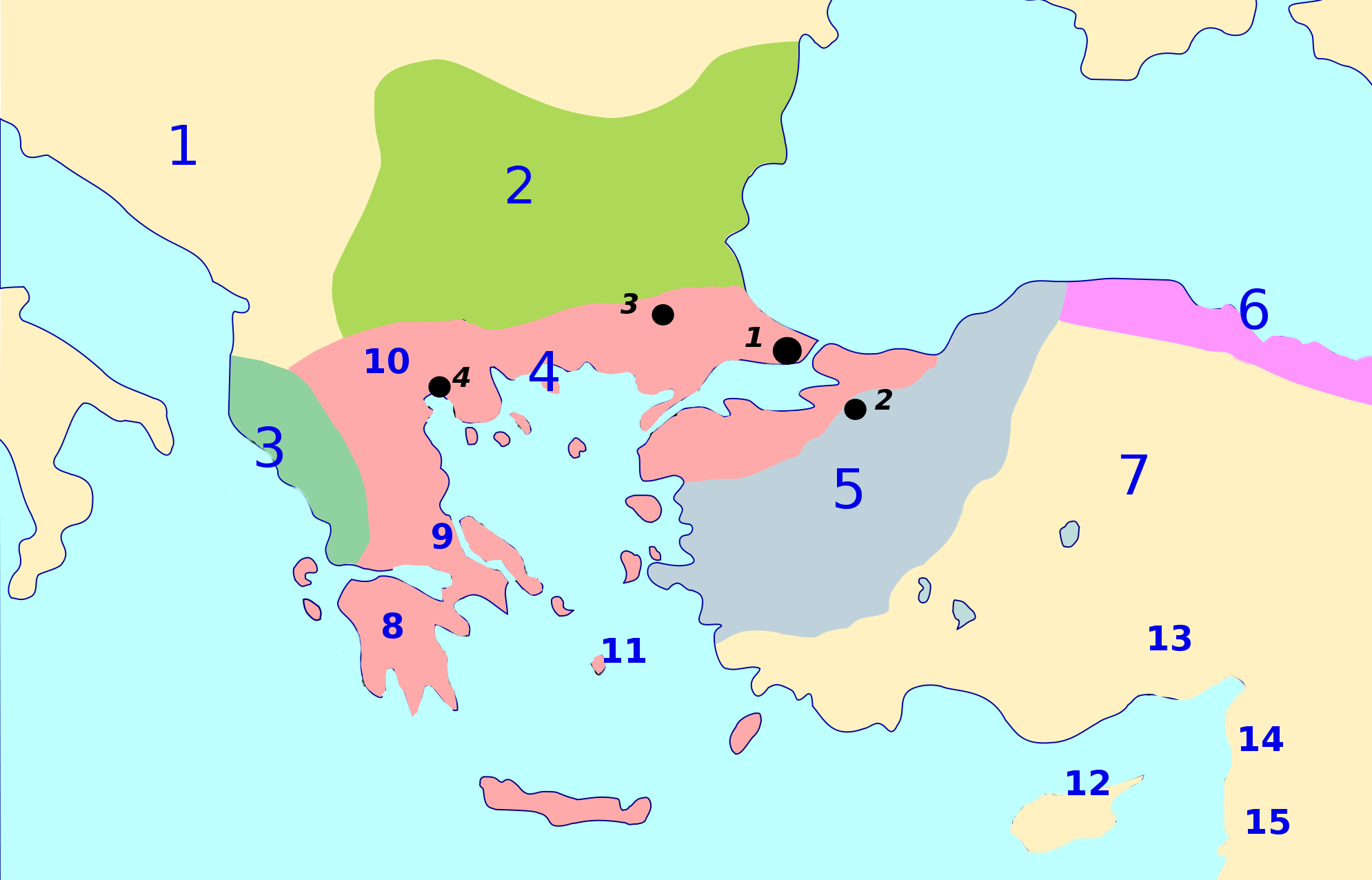
Els nous estats sorgits de la descomposició de l'Imperi Romà d'Orient i els seus veïns:
1-Sèrbia
2-Bulgària
3-Despotat de l'Epir
4-Imperi Llatí
- Principat d'Acaia (8)
- Ducat d'Atenes (9)
- Regne de Salònica (10)
- Ducat de Nassos (11)
5-Imperi de Nicea
6-Imperi de Trebisonda
7-Soldanat de Rum:
- Regne de Xipre (12)
- Regne d'Armènia (13)
- Principat d'Antioquia (14)
- Comtat de Trípoli (15)
Ciutats:
1-Constantinoble,
2-Nicea,
3-Adrianòpolis,
4-Tessalònica

Vassíliev creu que la presa de Trebisonda es va fer massa aviat, amb relació a la data de la captura de Constantinoble pels croats, perquè es pugui considerar que en va ser una conseqüència; Aleix i David van començar la seva marxa militar cap a Trebisonda abans que les notícies del saqueig de Constantinoble, efectuat el 13 d'abril del 1204 poguessin arribar on ells estaven. Segons aquest autor, la intenció que portaven originalment no era la de capturar una ciutat que els servís de base per més endavant recuperar Constantinoble, sinó més aviat extreure del territori romà d'Orient un estat fronterer per protegir Geòrgia dels turcs seljúcides. Kuršanskis comparteix el punt de vista de Vassíliev i creu que la motivació de revenja de Tamara també va impulsar que, en segon terme, l'objectiu fos provocar una revolta, deposar Aleix III i tornar els Comnens al tron imperial romà d'Orient. Tanmateix, no gaire després de l'ocupació de Trebisonda i dels territoris de la rodalia, va arribar la notícia que Constantinoble havia estat conquerida pels croats. A partir de llavors els dos germans van competir amb Teodor I Làscaris, el qual s'havia refugiat a l'oest d'Anatòlia i havia format l'Imperi de Nicea, per recuperar el govern de la capital romana d'Orient. L'altre amb qui competia en aquesta tasca va ser Miquel I Comnè Ducas que s'havia refugiat a Grècia i havia format el Despotat de l'Epir.
En els mesos següents, David va anar cap a l'oest fent-se amo de la resta de la regió del Pont i Paflagònia. Anthony Bryer suggereix que els relats georgians de la invasió es podrien dividir en dues rutes: la que cada germà va prendre. Tots dos van partir d'Imerècia per anar cap a Trebisonda; David seguint la línia costanera, potser amb una flota, va capturar Kerasous, Cide, Amasra i Heraclea Pòntica; mentrestant Aleix va prendre possessió de Limnia, Samsun i Sinope. Tot i ser un port de menor importància, Samsun era la porta que comunicava el Soldanat de Rum amb la mar Negra, per tant l'ocupació d'Aleix va suposar el blocatge del comerç i de les oportunitats d'expansió seljúcida en aquesta direcció.
La presa de Paflagònia va suposar obtenir un gran suport, ja que els Comnens eren estimats allà per ser el lloc de procedència de la dinastia i Kastamone es deia que havia estat el castell ancestral dels primers Comnè; durant el govern d'Isaac II Àngel hi va sorgir un pretendent al tron que també es deia Aleix i que va tenir un èxit relatiu unint els districtes de la zona sota el seu nom.
Mentre David estava a Paflagònia, Aleix es va veure forçat a romandre a la rodalia de Trebizonda, defensant aquesta zona dels atacs seljúcides. Aquests atacs van culminar en el primer setge de Trebisonda el 1205 dirigit per Kaykhusraw I. En un panegíric escrit per Nicetes Coniata i adreçat a Teodor I Làscaris, es comparava Aleix amb Hilas, un membre de l'expedició dels argonautes que va desembarcar a Mísia per obtenir aigua però que va ser raptat per les nàiades i mai més se'l va tornar a veure.
El 1205, aliat als llatins, David Comnè va atacar Nicomèdia però fou derrotat per Teodor I Lascaris de Nicea; el 1206 David Comnè fou de nou derrotat per Teodor, i el 1208 Teodor Lascaris fou coronat emperador per un patriarca. Malgrat això, pel 1207 Aleix posseïa l'estat més gran dels tres estats descendents de l'antic Imperi Romà d'Orient, el seu domini abastava des de Heraclea Pòntica, Trebisonda i més enllà fins a Soterioupolis situada en la frontera amb Geòrgia. Aleix també posseïa part de Crimea. Quersonès, Kertx, i els territoris de l'interior estaven governats com a províncies marítimes o la província de les illes anomenada Peratia ('més enllà' [del mar]). En aquell moment era d'esperar que només era qüestió de temps que un descendent d'Andrònic Comnè tornaria a governar Constantinoble.

## Campanyes a Paflagònia
El seu veí i rival, Teodor Làscaris, va aconseguir neutralitzar els altres competidors al sud: Sabas Asidenos, un magnat que controlava Priene (a la vall del riu Meandre); Manuel Maurozomes, un noble que havia declarat la independència de Frígia; i Teodor Mangafas, que controlava Filadelfia i rodalia. Després d'això va decidir legitimar el territori aconseguit i es va fer proclamar emperador per un patriarca, la primavera del 1206. Entre Teodor Làscaris i Aleix Comnè de Trebisonda van frustrar les expectatives de control sobre Anatòlia que els croats tenien des de la fundació de l'Imperi Llatí. El 1208 Teodor va decidir atacar els territoris que David Comnè havia conquerit a Paflagònia i va travessar el riu Sangarios en direcció a Heraclea Pòntica. En resposta, David va enviar una ambaixada a Enric I de Flandes, que havia estat escollit emperador llatí el setembre del 1208, demanant aliança militar contra Teodor. Enric va enviar les seves tropes a través de la mar de Màrmara i va ocupar Nicomèdia, així obligava Teodor a abandonar el setge que estava mantenint i tornar al seu territori. Durant aquesta retirada precipitada, Teodor va perdre uns 1.000 soldats que van morir ofegats a causa del riu Sangarios que baixava crescut.
Més endavant, Teodor va concloure un tractat amb el nou soldà seljúcida Kaykaus I i junts van atacar el territori de Trebisonda. Segons el panegíric de Nicetes Coniata, Teodor no va trobar resistència en les seves incursions i finalment es va apoderar d'Heraclea Pòntica i Amastris.
A partir d'aquest moment es perd el rastre del germà d'Aleix, la darrera notícia és un manuscrit del Mont Atos que diu que David va morir com a monjo al monestir de Vatopedi el 13 de desembre del 1212.Segons l'historiador Shukurov, David devia ofendre d'alguna manera greu a Aleix i aquest el va fer retirar cap a la vida monàstica. L'ofensa podria ser el fet que va acudir a un atac de Teodor Làscaris acompanyat d'un nombre insuficient de soldats i això va comportar que hagués d'acceptar sotmetre's a vassallatge dels llatins, ja que això era preferible a desaparèixer com a estat i acabar annexats a l'Imperi de Nicea.
Els seljúcides desitjaven conquerir Sinope i, segons l'historiador Ibn Bibi, Aleix va ser capturat mentre estava de cacera als afores de Sinope. El soldà Kaykaus va enviar un ambaixador per negociar la rendició de la ciutat o en cas contrari matarien a Aleix. Els ciutadans van contestar que Aleix no era tan important, ja que tenia fills d'edat adulta que heretarien el tron, però que no es rendirien. Enfurismat per aquesta resposta, el soldà Kaykaus va torturar Aleix a la vista de les muralles de la ciutat diverses vegades, i llavors els defensors van canviar d'opinió. Les negociacions van començar, i l'1 de novembre del 1214 els habitants es van rendir a les condicions dels seljúcides. Aleix fou alliberat, i després de prometre la seva lleialtat al soldà, i la promesa de pagar un tribut, se'l va permetre tornar a Trebisonda.

## Els darrers anys
La pèrdua de Sinope va fer retrocedir la frontera que anteriorment havia arribat fins a Heraclea i ara estava situada als rius Iris i Termodon, a només 250 km de la capital.
No se'n sap res més amb certesa de la vida d'Aleix. Vassíliev suposa que quan el rei Jordi IV de Geòrgia va fer una campanya a prop del riu Kura, Aleix devia participar-hi: a les cròniques no s'esmenta el seu nom però es diu que entre els participants "van arribar tributaris des de Khlar i Grècia amb presents". Vassíliev identifica «Khlar» amb Ahlat, a prop del llac Van, i creu probable que amb «Grècia» el cronista es refereix a l'Imperi de Trebisonda, on es parlava grec. Kuršanskis, en canvi no troba els arguments de Vassíliev prou convincents i assenyala que Aleix hauria viatjat massa lluny i que si es referien a Trebisonda haurien fet servir la paraula Pont, que en les cròniques georgianes era el sinònim emprat, però mai la paraula «Grècia».
Aleix va morir als quaranta anys l'1 de febrer del 1222, després d'un regnat de divuit anys. En lloc d'escollir el primogènit per la successió, el següent governant de l'estat que havia creat va ser el seu gendre Andrònic I Gidos.